# Evangelische Bartholomäuskirche (Rödelsee)

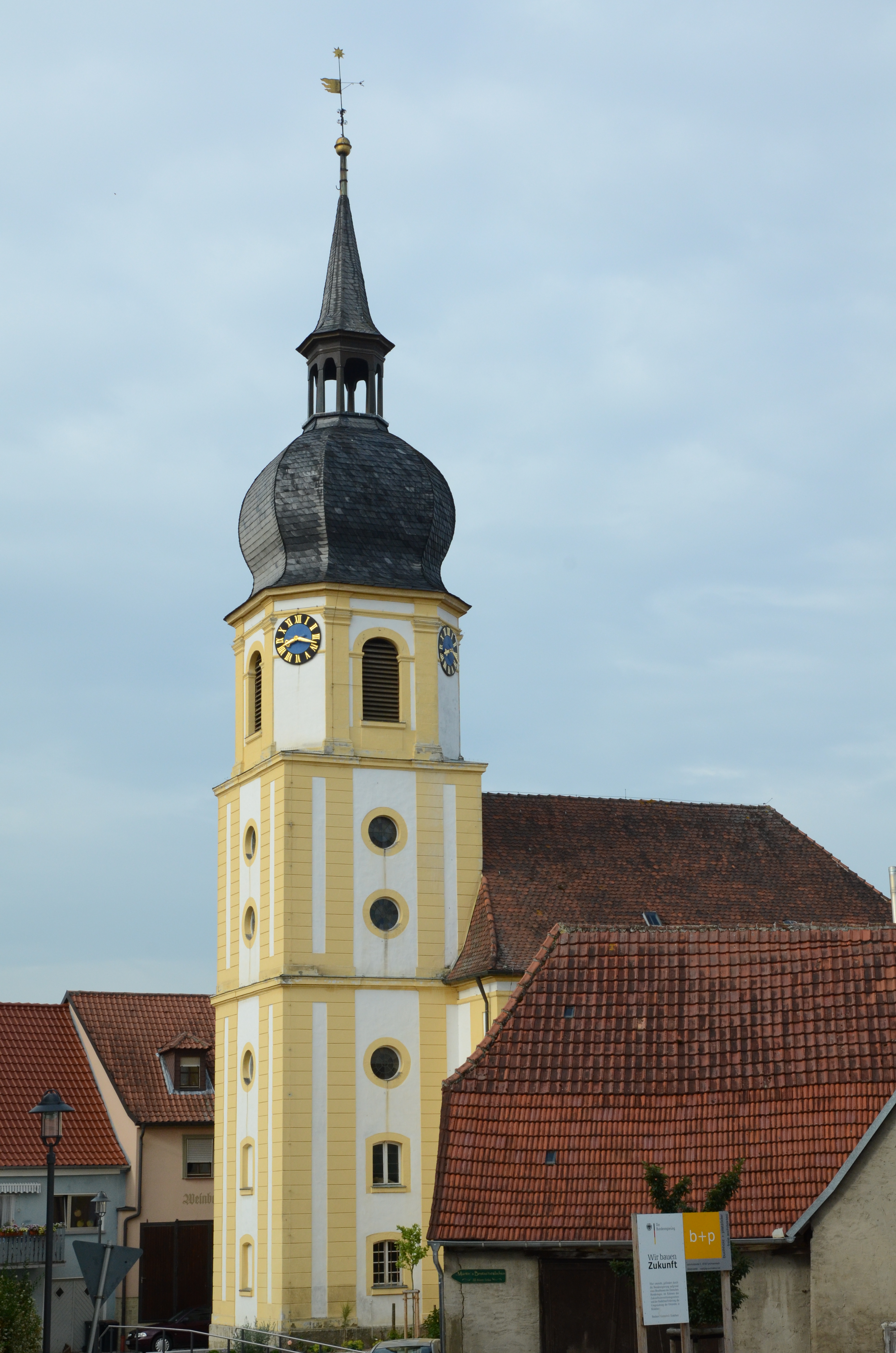
Die evangelische Kirche in Rödelsee

Die Evangelische Bartholomäuskirche ist eine der beiden Kirchen in der unterfränkischen Gemeinde Rödelsee. Sie steht am Kirchenplatz in der Mitte des Dorfes.

## Geschichte
Eine katholische Pfarrei erhielt Rödelsee bereits im 12. Jahrhundert. Die Reformation erfasste den Ort am Schwanberg im Jahr 1525. Schon im Jahr 1624 waren alle Bewohner des Dorfes evangelisch. Im Dreißigjährigen Krieg wendete sich die Situation für die Protestanten. Pfarrer wurden vertrieben und wieder eingesetzt. Hierbei taten sich vor allem die vier Dorfherren hervor. Das Hochstift Würzburg, das Kloster Ebrach, sowie die Grafschaft Castell und die Freiherren von Crailsheim stritten um Einfluss und Macht im Gebiet am Rande des Steigerwalds. Seit dem Jahr 1651 benutzten die Gläubigen beider Konfessionen eine Simultankirche. Nach Streitigkeiten wegen der Finanzierung des Gotteshauses stürzte am 3. Februar 1770 der Turm auf die baufällige Kirche.
In einer Spendensammlung überholte die evangelische Gemeinde die katholische bald und errichtete ihre neue Kirche auf den Fundamenten der alten. Am 27. August 1780 fand die Einweihung durch Pfarrer Georg Wilhelm Carl Frobenius statt. Das Bayerische Landesamt für Denkmalpflege ordnet das Kirchengebäude als Baudenkmal unter der Nummer D-6-75-161-6 ein.

## Architektur
Die Chorturmkirche ist im sogenannten Markgrafenstil errichtet. Zwei Portale gliedern das Langhaus mit drei Fensterachsen und einem Walmdach. Der Turm hat drei Geschosse, vier Fenster und mehrere Ochsenaugen. Das oberste Geschoss setzt sich oktogonal von den anderen ab. Eine welsche Haube bekrönt den Kirchturm.

## Ausstattung
Die Kirche hat innen eine mehrstöckige Emporenanlage. Altar, Kanzel und Orgel sind übereinander angeordnet. Der Zugang zu Kanzel und Orgel erfolgt über eine Treppe im Turm. Der Taufstein wurde 1795 von Johann Peter Raunest gestiftet. Zwei Kirchenstühle mit dem Wappen der Grafen zu Castell stammen von der Gräfin Margit zu Castell-Rüdenhausen und standen ursprünglich in der Herrschaftsempore. Das Altarbild Die Auferstehung schuf Georg Kramer aus Nürnberg. Die Kirche besitzt vier Glocken in den Tönen d`- fis`- a`- h".